# Sudan Anglo-Egipski
Sudan Anglo-Egipski – kondominium brytyjsko-egipskie, istniejące w latach 1899–1956. W 1956 roku uzyskało niepodległość jako państwo Sudan.

## Opis
Sudan Anglo-Egipski położony był w północnej Afryce, na południe od Egiptu. Państwo graniczyło z Włoską Afryką Wschodnią i Morzem Czerwonym na wschodzie, Francuską Afryką Równikową na zachodzie i rozciągało się aż do północnych granic Kenii, Ugandy i Konga Belgijskiego na południu. Stolicą Sudanu, podobnie jak dziś, był Chartum. 
Głównymi towarami produkowanymi w kolonii były guma arabska i bawełna. Liczba ludności wynosiła około 6 milionów, a powierzchnia w przybliżeniu 2 500 000 km².
Kondominium było zarządzane przez generalnego gubernatora. Był on też osobą stanowiącą prawa i przepisy na terenie kolonii. Na terenie państwa używano flag: brytyjskiej i egipskiej.

## Historia
Na mocy konwencji podpisanej w 1899 roku Wielka Brytania i Egipt ogłosiły wspólną władzę nad Sudanem i tym samym stał się on kondominium tych dwóch państw. W praktyce jednak władza Egiptu była jedynie nominalna i przez cały okres istnienia kondominium zarówno rządzący Sudanem generalny gubernator jak i wszyscy wyżsi urzędnicy byli Brytyjczykami, a w okresie pogorszenia się stosunków brytyjsko-egipskich w latach 1924–1936 z Sudanu zostali usunięci wszyscy egipscy urzędnicy i żołnierze. Obawiając się ponownego wybuchu powstania inspirowanego dżihadystycznym islamem, Brytyjczycy popierali wszelkie jego oficjalne formy, jednocześnie prześladując jego mniej ortodoksyjne odłamy. Poza tym utrzymywali politykę niskich podatków oraz mimo oficjalnego sprzeciwu wobec niewolnictwa faktycznie tolerowali jego istnienie. 
Kiedy wybuchła I wojna światowa, Brytyjczycy dokonali w 1916 roku ostatecznej aneksji Sułtanatu Dar Fur, który odrodził się po powstaniu Mahdiego, ponieważ obawiali się współpracy jego władcy z Osmanami. Podbój południowej części Sudanu zakończył się dopiero w roku 1928, kiedy ostatecznie złamano opór Nuerów. W przeciwieństwie do północnej, muzułmańskiej części kraju, na południu językiem urzędowym był angielski, a nie arabski, miejscowi urzędnicy i wojska byli pochodzenia brytyjskiego bądź rodzimego, zaś miejscowe szkolnictwo oparto na chrześcijańskich misjach. Ponadto utrudniano napływ ludności z północy na południe. Skutkiem takiej polityki było pogłębienie różnic pomiędzy północą a południem. 
W dziedzinie gospodarczej obok budowy linii kolejowych, odbudowy Chartumu i budowy portu w Port Sudan, największą inwestycją Brytyjczyków było założenie wielkich plantacji bawełny w regionie Al-Dżaziry. Stały się one główną siłą napędową ekonomii Sudanu, jednak jednocześnie sprawiły, iż stał się on typową "gospodarką monokulturową", uzależnioną od wahań cen jednego surowca na rynkach światowych. Podczas wielkiego kryzysu zysk z plantacji bawełny spadł 4-krotnie, by potem znowu gwałtownie wzrosnąć w latach 1946–1953. Świadectwem pojawienia się w Sudanie ruchu nacjonalistycznego były protesty przeciwko usunięciu Egipcjan w roku 1924 podjęte przez ruch Ligi Białej Chorągwi. 
Sąsiadując z Włoską Afryką Wschodnią Sudan brał bezpośredni udział w II wojnie światowej i w kwietniu 1942 roku Generalny Kongres Absolwentów założony przez Isma’ila al-Azhariego zażądał od rządu brytyjskiego szeregu ustępstw, w tym prawa do samostanowienia Sudanu po wojnie. Żądania te zostały odrzucone, jednak w roku 1943 Brytyjczycy utworzyli w Sudanie zalążek parlamentu. Powstały wówczas dwie partie, Al-Aszikka Al-Azhariego, która opowiadała się za unią z Egiptem, i Umma, przeciwna jej utrzymaniu. 
Wojskowy przewrót w Egipcie w 1952 roku doprowadził do przełamania impasu w rokowaniach egipsko-brytyjskich i w roku 1953 zawarto traktat, zgodnie z którym miało dojść do ewakuacji wojsk egipskich i brytyjskich z Sudanu, a po trzech latach sudańskie zgromadzenie konstytucyjne miało zadecydować o przyszłości kraju. Wybory do sudańskiego parlamentu wygrały ugrupowania proegipskie zjednoczone w ramach Partii Narodowo Unionistycznej i Al-Azhari został premierem, jednocześnie jednak gwałtowne demonstracje przeciwników unii z Egiptem były świadectwem ich siły. Zastępując 800 brytyjskich urzędników kolonialnych jedynie 4 z ich stanowisk oddano przedstawicielom południa, które nie było reprezentowane podczas rozmów w roku 1953. W rezultacie w 1955 roku w Ekwatorii wybuchł bunt, będący początkiem wojny domowej, który jednak przygasł po daniu południowcom obietnicy autonomii. 1 stycznia 1956 roku Sudan proklamował niepodległość.